# 17640 Mount Stromlo
17640 Mount Stromlo (1996 PA7) là một thiên thạch xuyên Sao Hỏa được phát hiện vào ngày 15 tháng 8 năm 1996 bởi R. H. McNaught và J. B. Child tại Macquarie.

## Link ngoài
- JPL Small-Body Database Browser ngày 17640 Mount Stromlo